# 出川哲朗のリアルガチ
『出川哲朗のリアルガチ』（でがわてつろうのリアルガチ）は、2014年からテレビ東京系列で不定期で放送されていたトークバラエティ番組。

## 概要
出川哲朗にとって、芸歴29年目（第1回時点）にして初となる地上波での冠番組。

### メインコーナー
俺のリアルガチトーク
出川の15分間のトーク。

## 出演者
MC
- 出川哲朗

水着っ子ちゃん（アシスタント）
- 十枝梨菜

トークパートナー
- 三村マサカズ（さまぁ〜ず）（シーズン1）、岡村隆史（ナインティナイン）（シーズン2）

俺のいい夢☆旅気分
- 大杉漣（シーズン2・十条銀座商店街）

### コーナーゲスト

#### シーズン1
この人に会いたい
- 中村静香（第1回）、今野杏南（第2回）、安田猛（第3回）

#### シーズン2（第4回）
俺の女を岡村に会わせたい
- 青山めぐ、田辺岬

#### シーズン2（第5回）
俺のスーパーカー
- 吉田匠（McLaren 650S Spider）

俺のべしゃり場
- 島田さくら、岡野あつこ、寺井広樹、岩井志麻子

## 放送リスト
視聴率は関東地区のもの（ビデオリサーチ調べ）。
| シーズン | 回 | 放送日        | 放送時間       | 視聴率 |
| -------- | -- | ------------- | -------------- | ------ |
| 1        | 1  | 2014年8月25日 | 2:41 - 3:11    | 0.9%   |
| 1        | 2  | 2014年9月30日 | 1:00 - 1:30    | 2.1%   |
| 1        | 3  | 2014年10月3日 | 1:35 - 2:05    | 1.2%   |
| 2        | 4  | 2015年1月6日  | 23:58 - 翌0:45 |        |
| 2        | 5  | 2015年1月8日  | 0:28 - 1:15    |        |

## 放送局
| 放送対象地域    | 放送局                | 系列           | 備考              |
| --------------- | --------------------- | -------------- | ----------------- |
| 関東広域圏      | テレビ東京（TX        | テレビ東京系列 | 制作局            |
| 北海道          | テレビ北海道（TVh）   | テレビ東京系列 | シーズン2ネット局 |
| 愛知県          | テレビ愛知（TVA）     | テレビ東京系列 | シーズン2ネット局 |
| 大阪府          | テレビ大阪（TVO）     | テレビ東京系列 | シーズン2ネット局 |
| 岡山県・ 香川県 | テレビせとうち（TSC） | テレビ東京系列 | シーズン2ネット局 |
| 福岡県          | TVQ九州放送（TVQ）    | テレビ東京系列 | シーズン2ネット局 |
| 滋賀県          | びわ湖放送（BBC）     | 独立局         | シーズン2ネット局 |

## スタッフ
- ナレーター：大岡優一郎（テレビ東京アナウンサー）
- 作家：たかはC、松本建一
- TD：近藤慎司（シーズン1）、池田浩之（シーズン2）
- VE：長沼伸明（シーズン1）、畑中陶太（シーズン2）
- 音声：佐藤達也（シーズン1）、飯嶋康生（シーズン2）
- CAM：末永尚享（シーズン1）、徳織雅彦（シーズン2）
- 美術：小越敏彦（テレビ東京アート）
- 照明：新谷初
- ロケ技術 ：磯野伸吾・福浦俊輔・松橋利行（全員極東電視台、シーズン2）、宮川治紀（シーズン2）
- ロゴデザイン：毎熊見菜子（極東電視台）
- 美術進行：小野清菜（テレビ東京アート）
- 編集：北川千夏、尾形義浩、木村有宏（ザ・チューブ）
- MA：阿世知貴彦（エスユー）
- 音効：中村由紀（soundnote）
- クロスメディア：大島昴（シーズン1）
- ホームページ：林正樹（シーズン1）
- デスク：門田理紗（テレビ東京）
- AD：志水亮太、長野郁子（長野→シーズン2から）
- ディレクター：鶴巻昌宏（シーズン1）、島袋亮太（シーズン2）
- 演出：佐藤稔久、小比類巻将範（テレビ東京）
- プロデューサー：清水俊雄（テレビ東京）、内藤三保子
- 総合プロデューサー：伊藤隆行（テレビ東京）、合田知弘（シーズン1）
- 制作協力：テレビ東京、極東電視台
- 制作著作：テレビ東京コミュニケーションズ